# Orientalistyka
Orientalistyka – nauka o kulturach orientalnych: językach, literaturze, sztuce, historii, społeczeństwie, życiu codziennym i obyczajach, polityce, religii, filozofii itp. Na ogół przyjmuje się, że odnosi się do kultur (ludów, cywilizacji) Orientu, czyli Azji, Bliskiego Wschodu, Maghrebu, ale często w obręb jej zainteresowania włącza się także kultury obszaru Sahelu i tzw. Czarnej Afryki, a w interpretacjach skrajnych (np. francuska, zob. INALCO) także kultury Oceanii, a nawet Europy Środkowo-Wschodniej.

## Dziedziny orientalistyki
Orientalistyka nie jest dziedziną jednorodną. Ze względu na bogactwo jej przedmiotu wyróżnia się w niej następujące dziedziny określone geograficznie czy cywilizacyjnie:
- afrykanistyka
- arabistyka i islamistyka
- armenistyka
- birmanistyka
- buddologia
- drawidologia (w tym tamilistyka)
- etiopistyka (inaczej abisynistyka)
- filipinistyka (inaczej filipinologia)
- hebraistyka, biblistyka, qumranistyka i judaistyka
- iranistyka (w tym afganologia, kurdologia i tadżykologia)
- indologia (inaczej indianistyka) i cyganologia
- japonistyka (inaczej japonologia), ajnologia i riukiuanistyka
- kartwelistyka (inaczej kartwelologia)
- kaukazologia
- karaimoznawstwo
- khmerologia
- koreanistyka(inne języki)
- laotanistyka
- mongolistyka
- malaistyka, indonezystyka, jawanologia, austronezystyka
- sinologia (inaczej chinoznawstwo)
- semitystyka (inaczej semitologia)
- syberystyka
- syrologia
- taistyka (inaczej tajologia)
- turkologia i turkmenistyka
- tybetologia
- wietnamistyka
- filologia starożytnego Bliskiego Wschodu, na którą składają się sumerologia, asyrologia, hetytologia, egiptologia, nubiologia, koptologia
- dziedziną słabo zorganizowaną i nie posiadającą swoistej nazwy jest filologia i kulturoznawstwo ludów Indochin.

## Organizacja instytucjonalna orientalistyki

### Nauczanie w Polsce
Obecnie prowadzące kierunki studiów orientalistycznych:
- Uniwersytet Jagielloński w Krakowie – Instytut Orientalistyki
- Uniwersytet Warszawski – Wydział Orientalistyczny
- Uniwersytet im. Adama Mickiewicza w Poznaniu – Instytut Orientalistyki oraz Zakład Języka Koreańskiego, Zakład Hebraistyki, Arameistyki i Karaimoznawstwa i Zakład Badań nad Językami i Kulturami Tajwanu oraz Wietnamu (w Instytucie Etnolingwistyki)
- Uniwersytet Wrocławski – Zakład Filologii Indyjskiej (w Instytucie Studiów Klasycznych, Śródziemnomorskich i Orientalnych)

Pozostałe ośrodki (obecnie):
- Uniwersytet Mikołaja Kopernika
- Katolicki Uniwersytet Lubelski Jana Pawła II
- Uniwersytet Jagielloński w Krakowie – Instytut Bliskiego i Dalekiego Wschodu
- Uniwersytet Gdański
- Uniwersytet Łódzki
- Uniwersytet Wrocławski – Szkoła Języków Antycznych i Orientalnych, wchodzi w skład Instytutu Studiów Klasycznych, Śródziemnomorskich i Orientalnych, umożliwia naukę języków orientalnych bez podejmowania studiów orientalistycznych, oferuje naukę także tych języków orientalnych, które nie są specjalnościami studiów w Instytucie
- Uniwersytet Szczeciński

Historycznie:
- Uniwersytet Jana Kazimierza we Lwowie – Instytut Orientalistyczny
- Uniwersytet Stefana Batorego w Wilnie
- Instytut Wschodni w Warszawie – szkoła wschodoznawcza

### Nauczanie na świecie
- Francja
  - Institut national des langues et civilisations orientales (INALCO) – Paryż
  - Instituts d’Asie Collège de France – Paryż
  - École des hautes Études orientales – Paryż
  - École française d’Extrême-orient – Sajgon, Indochiny Francuskie, potem Paryż
- Anglia
  - School of Oriental and African Studies University of London (SOAS) – Londyn

### Prezentacja wyników badań
Stowarzyszenia naukowe w Polsce:
- Polskie Towarzystwo Orientalistyczne
- Polska Akademia Umiejętności
- Komisja Orientalistyczna Polskiej Akademii Nauk

Polskie czasopisma orientalistyczne oraz serie wydawnicze (wymieniane w każdej kategorii w kolejności powstania):
- ogólnoorientalistyczne (obejmujące wszystkie dziedziny orientalistyki):
  - naukowe:
    - „Rocznik Orientalistyczny”
    - „Przegląd Orientalistyczny”
    - „Polski Biuletyn Orientalistyczny”
    - „Folia Orientalia”
    - „Collectanea Orientalia”
    - „Acta Asiatica Varsoviensia”
    - „Orientalia Cracoviensia”
    - „Studia Etymologica Cracoviensia”

  - popularne:
    - „Wschód”
    - „Orient”
    - „Kontynenty”

  - dotyczące tylko pojedynczych dziedzin orientalistyki:
    - „Japonica”
    - „Studia Indologiczne”
    - „Cracow Indological Studies”
    - „Studia Arabistyczne i Islamistyczne”
    - „Studia Turcologica Cracoviensia”
    - „The Qumran Chronicle”
    - „The Polish Journal of Biblical Research”
    - „Silva Iaponicarum”

Zagraniczne czasopisma orientalistyczne (tylko ważniejsze czasopisma naukowe):
- „Zeitschrift der deutschen Morgenländischen Gesellschaft” ZDMG (Niemcy)
- „Journal asiatique” JA (Francja)
- „Journal of the Royal Asiatic Society” JRAS (Wielka Brytania)
- „Études asiatiques – Asiatische Studien” EA/AS (Szwajcaria)
- „Wiener Zeitschrift für Kunde Morgenlandes” WZKM (Austria)
- Bulletin de l’École française d’Extrême-orient” BEFEO (Francja-Wietnam)
- „Journal of the American Oriental Society” JAOS (USA)
- „Bulletin of the School of Oriental and African Studies” BSAAS (Wielka Brytania)